# باول بوب
باول بوب (بالإنجليزية: Paul Pope)‏ هو فنان قصص مصورة أمريكي، ولد في 25 سبتمبر 1970 في فيلادلفيا في الولايات المتحدة.

## وصلات خارجية
- باول بوب على موقع IMDb (الإنجليزية)